# Bitva u Karbalá (2003)
Bitva u Karbalá probíhající od 31. března do 6. dubna 2003 byla součástí války v Iráku. Americká vojska se zaměřila na vyčištění města od zbývajících iráckých jednotek.

## Obchvat
Čelní jednotky 3. pěší divize k městu dorazily 31. března a jihovýchodně od města se setkaly s iráckou republikánskou gardou. Po zdolání iráckých jednotek využily americké jednotky průchod u Karbalá a postupovaly dále na Bagdád. Úkolem dobýt samotné město Karbalá byla pověřena 101. výsadková divize podporována 2. praporem 70. obrněného pluku 1. obrněné divize. 2. dubna, ještě před samotným útokem na město, se iráckým jednotkám podařilo sestřelit 1 vrtulník UH-60 Black Hawk. Sedm členů posádky zahynulo a čtyři byli zraněni.

## Obsazení města
Podle plánu měly nejprve tři prapory 502. pěšího pluku přistát na třech přistávacích zónách: Sparrow, Finch a Robin. Následně se měly do boje zapojit obrněné jednotky vyzbrojené tanky M1 Abrams a bojovými vozidly pěchoty M2 Bradley a propojit jednotlivé přistávací zóny.
5. dubna v 11:00 zaútočilo letectvo na cíle ve městě. Krátce na to 23 vrtulníků UH-60 Black Hawk a 5 strojů typu CH-47 Chinook vysadilo tři prapory 502. pěšího pluku 101. výsadkové divize.
3. prapor se dostal krátce po přistání v zóně Sparrow do těžkých bojů, ale odpor iráckých jednotek nebyl organizovaný. 2. prapor přistál na jihu v zóně Robin. Také se musel vypořádat se silným odporem, přičemž při svém postupu do města vojáci našli ve školách několik skladů zbraní a komplex, o němž předpokládali, že sloužil k výcviku teroristů. Před setměním se 2. praporu podařilo obsadit 13 z 30 přidělených sektorů. 1. prapor postupující z jihovýchodu přistál v zóně Finch. Bylo objeveno několik skladů zbraní, ale vojáci postupovali vpřed jen díky silné palebné podpoře ze strany bojových vrtulníků a dělostřelectva. Na maskování pohybu pěchoty bylo vypáleno přes sto zadymovacích střel. Následně se do boje zapojil 2. prapor 70. obrněného pluku, který ztratil jednoho muže, když jeho vozidlo Bradley zasáhla raketa. Za působení ve městě Karbalá bylo 3. praporu 502. pěšího pluku uděleno vyznamenání Valorous Unit Award.